# Departamento Olancho
Olancho ist eines von 18 Departamentos in Honduras in Mittelamerika.
Es ist gleichzeitig das größte Departamento des Landes und grenzt im Süden an Nicaragua. Die Hauptstadt von Olancho ist Juticalpa.
Der Westen und Norden der Region ist gebirgig – dort befinden sich die Gebirgszüge der Sierra de Agalta, Montaña de Tembladeros und Montaña de Botaderos. Zentral-Olancho ist geprägt von Viehwirtschaft und Ackerbau. Der Osten der Region ist von tropischem Regenwald bedeckt. Ein Teil des zum UNESCO-Welterbe zählenden Biosphärenreservat Río Plátano  befindet sich ebenfalls in dieser Region.
Die Drogenkriminalität ist vor allem im Departamento Olancho in den letzten Jahren stark angestiegen. Kleinflugzeuge aus Südamerika nutzen die Weite des Departamentos, um Drogen umzuschlagen.

## Municipios
Verwaltungstechnisch ist das departamento Olancho in 23 Municipios unterteilt:
1. Campamento
2. Catacamas
3. Concordia
4. Dulce Nombre de Culmí
5. El Rosario
6. Esquipulas del Norte
7. Gualaco
8. Guarizama
9. Guata
10. Guayape
11. Jano
12. Juticalpa
13. La Unión
14. Mangulile
15. Manto
16. Patuca
17. Salamá
18. San Esteban
19. San Francisco de Becerra
20. San Francisco de la Paz
21. Santa Maria del Real
22. Silca
23. Yocón